# Selinum pastinaca
Selinum pastinaca är en flockblommig växtart som beskrevs av Heinrich Johann Nepomuk von Crantz. Selinum pastinaca ingår i släktet krusfrön, och familjen flockblommiga växter. Inga underarter finns listade i Catalogue of Life.